# Hontanx
Hontanx település Franciaországban, Landes megyében. Lakosainak száma 611 fő (2022. január 1.). Hontanx Le Houga, Bourdalat, Castandet, Cazères-sur-l’Adour, Lussagnet, Perquie, Saint-Gein és Le Vignau községekkel határos.

## Népesség
A település népességének változása:
| Lakosok száma | 582  | 504  | 513  | 556  | 531  | 574  | 603  | 618  | 616  | 611  |
|               | 1968 | 1982 | 1990 | 2006 | 2013 | 2015 | 2017 | 2019 | 2020 | 2022 |